# Islandsspat

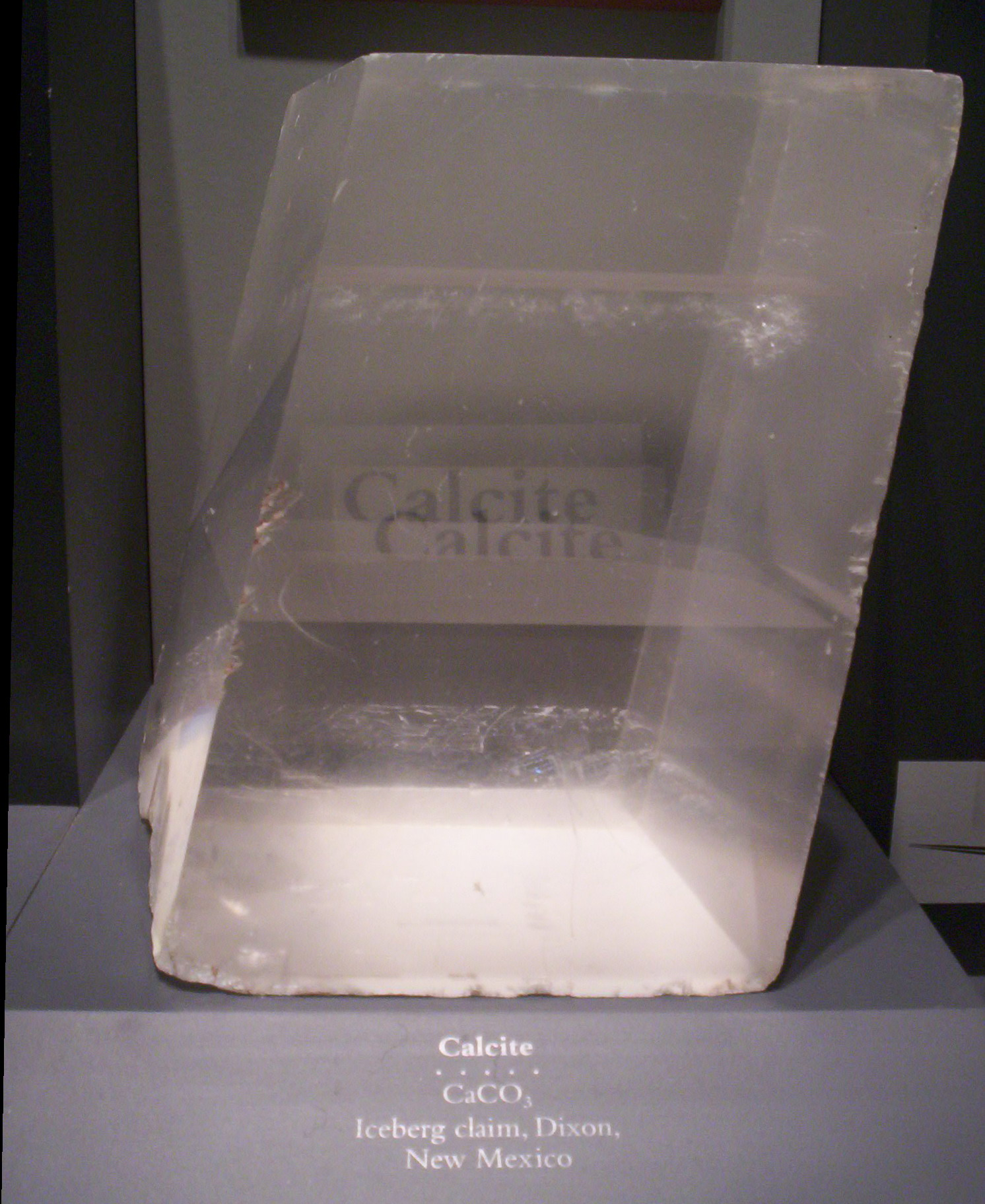
Islandsspat från Dixon i New Mexico i USA, omkring 16 kg

Islandsspat, eller islandskristall, är ett mineral med polariserande egenskaper.
Islandsspat är en optiskt klar kalcit (kalciumkarbonat, CaCO3), en variant av dubbelspat, som är lätt att spalta, en kalkspat som ger den optiska effekten dubbelbrytning. Den har sitt namn efter den tidigaste lokaliteten Helgustadirgruvan nära Eskifjördur vid norra sidan av Reyðarfjörður  i Island.
Islandsspat bryts idag bland annat i Santa Eulalia i Sonoraöknen i Mexiko, Dixon i New Mexico i USA och i Mashan i Guizhou i Kina.

## Användning
Att islandsspaten dubbelbryter innebär att den kan användas för att ge illusion att se dubbelt, när kristallen läggs över till exempel en textsida. Den nederländske vetenskapsmannen Christiaan Huygens gjorde många experiment med islandsspat.
Islandsspat användes från mitten av 1800-talet för Nicolprismer, en sorts polariserande prismer som användes i petrografiska mikroskop, polarimetrar och andra optiska precisionsinstrument.

## Solsten
Islandsspat polariserar ljus och har brutits i Helgustaðir på Island sedan mitten av 1600-talet Det antas att spaltade romber av islandsspat har varit den solsten, som finns omtalad i medeltida källor som navigeringsinstrument vid vikingafärder. 
I två artiklar i The Proceedings of the Royal Society 2007 och 2011 har diskuterats sannolikheten av att vikingarna använde islandsspat för polarimetrisk navigering I de experiment, som publicerats i Proceedings of the Royal Society i november 2011 av Guy Ropars med flera har påvisats att ett stycke islandsspat går att använda för att avgöra hur solen står på en så gott som helt molntäckt himmel. Kalciten splittrar en solstråle i två strålar, och det gör att det bara finns en riktning på kristallen som ger två strålar med samma styrka. Genom att se genom kristallen mot solen när denna syns och markera den riktningen på kristallen så visar det märket mot solen när strålarna visar samma styrka, även om himlen är så gott som helt skyad. Experimentet har visat att felmarginalen är högst 5 grader. 
Ingen intakt vikingsolsten har bevarats till nutid. Det finns dock ett fynd av en kalcitkristall från ett örlogsfartygsvrak från 1500-talet, som hittats utanför Alderney utanför Frankrike. Denna kristall var efter så lång tid i vattnet ogenomskinlig, men bedöms av Guy Ropars forskarlag kunna vara en islandsspat som har använts för navigering under en period då magnetnålar inte var brukbara på skepp bestyckade med kanoner i järn.